# Украинская вышивка
Украинская вышивка — один из видов народного декоративного искусства украинского народа, в виде орнаментального или сюжетного изображения на ткани или коже.
Вышивка производится вручную или с помощью швейных машин, на предметах одежды, в основном на женских и мужских рубашках (вышиванках), а также на предметах домашнего обихода — скатертях, наволочках, полотенцах и т. п.
Кроме украшения одежды и интерьерных обрядовых тканей, украинская вышивка несёт оккультный характер. Согласно поверьям, она является оберегом от молнии, бездетности, неурожайности, несчастья и т. п.
Вышивка на одежде располагается на определённых местах — в низах рукавов, на горловине или воротнике, подоле или подолах одежды — там, где нет доступа к телу. Цвет и фигура вышивки также имеют своё значение.
- Украинское полотенце (укр. рушник). Музей полотенец, Переяслав
- Мария-Оранта с орнаментированным платком за поясом. Софийский собор
- Вышитые писанки. Работа народной мастерицы Луганщины Инны Форостюк
- Иван Франко совмещал вышиванку с европейским костюмом
- Вышивка на почтовой марке